# Harselaar (dorp)
Harselaar is een dorp in de Nederlandse gemeente Barneveld (provincie Gelderland) en ligt tussen Barneveld en Voorthuizen.
De naam Harselaar komt al in de 14e eeuw voor als Hersler en duidt mogelijk op een laar (bosweide) met hers (pluimgierst) of hers (paard). Aanvankelijk duidde het op een westelijker gelegen buurtschap, tussen het huidige dorp en Terschuur. In dit gebied lag ook een herengoed Klein Harselaar, dat in 1600 werd genoemd.
Begin 20e eeuw was het huidige Harselaar een kruispunt van de spoorlijn Amsterdam - Zutphen en de lokaalspoorweg Nijkerk - Ede. Er lagen hier twee haltes, respectievelijk station Barneveld-Voorthuizen en stopplaats Barneveld Kruispunt, zodat tussen de twee lijnen overgestapt kon worden. Het baanvak Barneveld-Nijkerk werd in 1937 buiten gebruik gesteld.
Na de Tweede Wereldoorlog ontstond ten noorden van de spoorlijn het bedrijventerrein Harselaar, dat tegenwoordig het overgrote deel van het dorp beslaat. Er is echter ook woonbebouwing, er wonen in Harselaar zo’n 280 mensen.

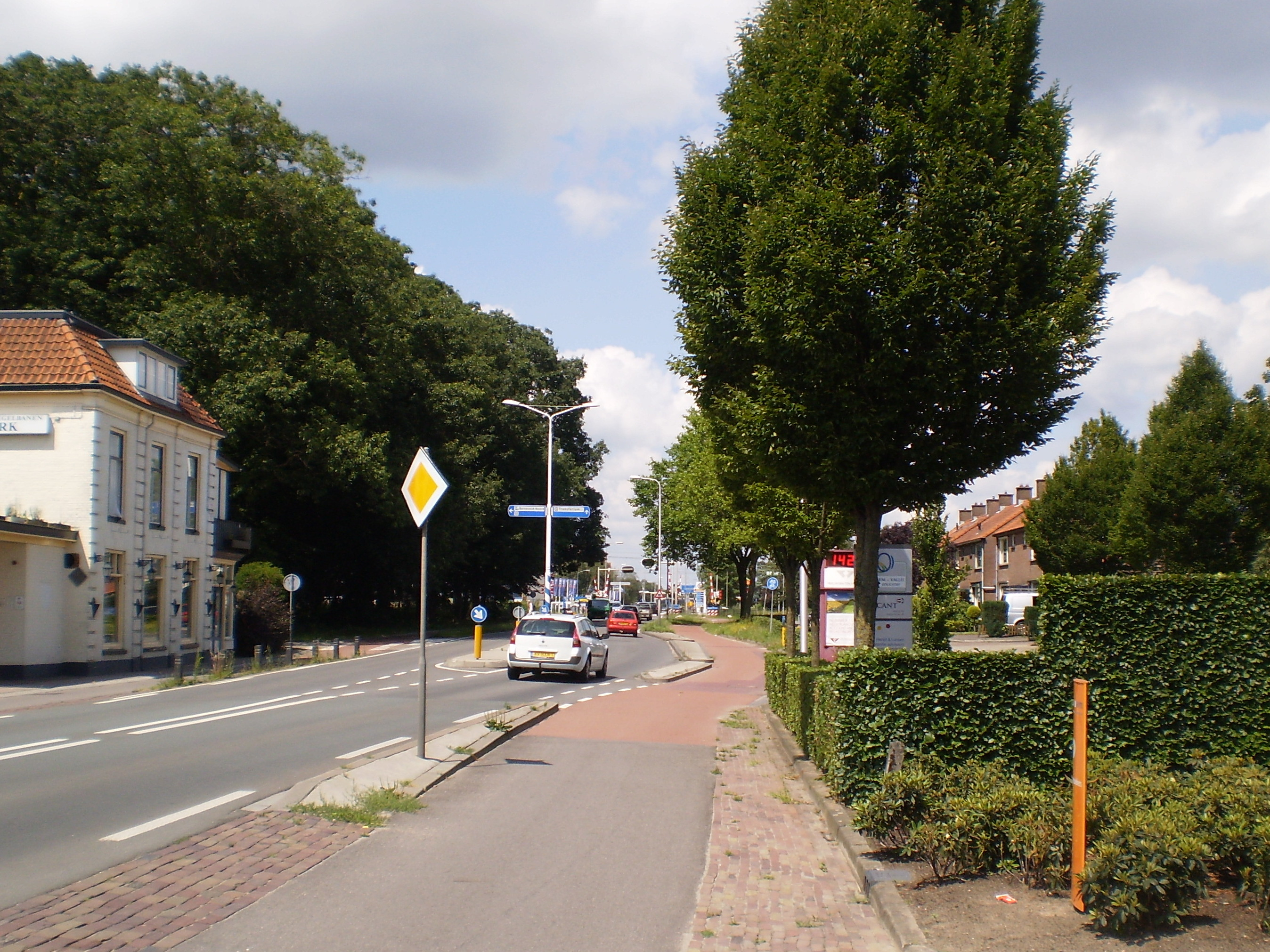
Stationsweg, Harselaar (2009)

Dorpen: Achterveld · Barneveld · De Glind · Garderen · Harselaar · Kootwijk · Kootwijkerbroek · Stroe · Terschuur · Voorthuizen · Zwartebroek

Buurtschappen: Boveneinde · Drieënhuizen · Essen · Esveld · Garderbroek · Kallenbroek · Moorst (deels) · Ouwendorp · Wessel

Gelderland: Steden en dorpen in Gelderland      Nederland: Provincies · Gemeenten